# Sh2-93
Sh2-93 è una piccola nebulosa a emissione visibile nella costellazione della Volpetta.
Si individua nella parte settentrionale della costellazione, in una regione della Via Lattea che appare fortemente oscurata da polveri interstellari; le sue ridotte dimensioni la rendono individuabile solo con forti ingrandimenti. Il periodo migliore per la sua osservazione nel cielo serale va da giugno a novembre, specialmente dalle regioni dell'emisfero boreale.
Si tratta di una piccola regione H II posta sul Braccio di Perseo, davanti al punto di origine del Braccio di Orione; le stime recenti sulla sua distanza indicano un valore di circa 3710 parsec (circa 12100 anni luce) dal sistema solare, mentre stime precedenti suggerivano una distanza di circa 2600 parsec (8480 anni luce), ossia a poche centinaia di parsec dalla regione di Vulpecula OB1. La responsabile della ionizzazione dei gas della regione nebulosa è probabilmente una stella blu di classe spettrale O. Nella nube sono attivi fenomeni di formazione stellare, come è testimoniato dalla presenza di 7 sorgenti di onde radio e una sorgente di radiazione infrarossa individuata dall'IRAS; all'interno di Sh2-93 è presente anche il giovanissimo ammasso aperto [BDS2003] 16, le cui componenti sono individuabili solo nella banda dell'infrarosso.